# RataPlan
RataPlan is een Nederlandse kringloopwinkelketen. Het bedrijf exploiteert 49 kringloopwinkels. Veertien daarvan maakten tot 2025 deel uit van het kringloopwinkelbedrijf Noppes.

## Geschiedenis
In maart 1982 werd in Den Helder Stichting Kringloopwinkel geopend, twee jaar later werd de naam veranderd naar RataPlan. Deze naam is afkomstig uit het Noord-Hollandse gezegde "Neem de hele rataplan maar mee", waarin rataplan "handel" betekent. In maart 1983 opende de stichting een kringloopwinkel in de Noord-Hollandse havenplaats. De stichting ging in 1986 ook een samenwerking aan met een dagactiviteitencentrum, waarbij vrijwilligers via een uitleenconstructie bij RataPlan komen te werken. Sindsdien is het helpen van mensen met een afstand tot de arbeidsmarkt een belangrijke doelstelling. Tussen 1999 en 2004 was de winkel onderdeel van de sociale werkplaats in Den Helder.
RataPlan breidde in 2006 uit naar Heerhugowaard en vervolgens naar Schagen. In de jaren daarna werd verder uitgebreid. Anno 2025 telt RataPlan 49 winkels in Noord-Holland, Zuid-Holland, Utrecht, Flevoland, Overijssel en Gelderland. Bij RataPlan werken zo'n dertienhonderd personen, inclusief vrijwilligers. Het bedrijf heeft een anbi-status en is geen commerciële doelstelling.
In totaal werden vier vestigingen van RataPlan door een brand getroffen. In 1986 werd het pand aan de Geulstraat in Den Helder door brandstichting verwoest. Brand trof ook de vestigingen in Heerhugowaard (2014), Berkel en Rodenrijs (2019) en die aan de Willem Roelofstraat in Amsterdam (2020).
Van 2007 tot 2023 was RataPlan ook verantwoordelijk voor de bemensing van bijna vijftig fietsenstallingen van de Nederlandse Spoorwegen. Vanaf 2023 werd een fusie gezocht met kringloopwinkelketen Noppes, deze werd in 2025 een feit.

## Vestigingen
Hieronder staat het overzicht van alle plaatsen waar RataPlan een vestiging heeft (gehad). Indien bekend staat tussen haakjes de datum van opening en eventueel sluiting.
- Alkmaar
- Almere Haven (sinds 2017)
- Almere Stad
- Amersfoort (sinds 2024)
- Amsterdam: Generatorstraat (sinds 2014)
- Amsterdam: Van Slingelandtstraat (sinds 2012)
- Amsterdam: Willem Roelofsstraat (gesloten in 2020 na een brand)
- Apeldoorn (sinds 2022)
- Arnhem (sinds 2023)
- Berkel en Rodenrijs: Veilingweg (tot 2019)[10]
- Berkel en Rodenrijs: Industrieweg (sinds 2019)[11]
- Castricum (sinds 2025, voorheen een Noppes-winkel)
- Capelle aan den IJssel (sinds 2015, overgenomen van Magis)
- Delft (sinds 2016)
- Den Haag (sinds 2017)
- Den Helder (sinds 1983)
- Deventer (sinds 2023)
- Diemen (sinds 2012)
- Dronten (sinds 2021)
- Enschede (sinds 2024)
- Gouda (sinds 2025, voorheen een Noppes-winkel)
- Grootebroek (sinds 2025, voorheen een Noppes-winkel)
- Haarlem: Werfstraat (sinds 2013)
- Haarlem: Zijlstraat (sinds 2013)
- Heemskerk (sinds 2021)
- Heerhugowaard (sinds 2006)
- Hillegom (sinds 2021)
- Hoofddorp (sinds 2020)
- Hoorn (sinds 2021)
- Houten (sinds 2025, voorheen een Noppes-winkel)
- Lelystad (sinds 2020, overgenomen van Het Goed)
- Maassluis (sinds 2019)
- Monster (sinds 2012)
- Naaldwijk (sinds 2013)
- Nieuwegein: Ravenswade (sinds 2022)
- Nieuwegein: Utrechthaven (sinds 2025, voorheen een Noppes-winkel)
- Opmeer (sinds 2025, voorheen een Noppes-winkel)
- Purmerend (sinds 2025, voorheen een Noppes-winkel)
- Rijswijk (sinds 2021)
- Rotterdam (sinds 2015)
- Schagen (sinds 2008)
- Spijkenisse  (sinds 2013)
- Tuitjenhorn
- Velserbroek (sinds 2025, voorheen een Noppes-winkel)
- Volendam (sinds 2025, voorheen een Noppes-winkel)
- Weesp (sinds 2024)
- Wieringerwerf (sinds 2015)
- Woerden (sinds 2025, voorheen een Noppes-winkel)
- Wormer (sinds 2025, voorheen een Noppes-winkel)
- Zaandam (sinds 2025, voorheen een Noppes-winkel)
- Zwaag (sinds 2025, voorheen een Noppes-winkel)